# Захаров, Артём Анатольевич
Артём Анато́льевич Заха́ров (бел. Арцём Анатолевіч Захараў; род. 12 июля 2002, Снов, Минская область) — белорусский футболист, вратарь клуба «Фалько».

## Клубная карьера
Воспитанник школы футбольного клуба «Городея». С 2018 года выступал за вторую команду в турнире дублёров. В 2020 году стал привлекаться к тренировкам с основным составом. Дебютировал в чемпионате Белоруссии 12 июня в домашней игре со «Слуцком». Главный тренер команды Олег Радушко выпустил Захарова на поле в компенсированное к основному времени матча время вместо Игоря Довгялло.
В 2022 году перешёл в «Слуцк», но играл только за дубль. С 2023 года игрок клуба «Фалько» из Второй лиги.

## Статистика выступлений

### Клубная статистика
| Выступление      | Выступление      | Выступление      | Лига | Лига | Кубки | Кубки | Конт. кубки | Конт. кубки | Итого | Итого |
| Клуб             | Лига             | Сезон            | Игры | Голы | Игры  | Голы  | Игры        | Голы        | Игры  | Голы  |
| ---------------- | ---------------- | ---------------- | ---- | ---- | ----- | ----- | ----------- | ----------- | ----- | ----- |
| Городея          | Высшая лига      | 2020             | 1    | 0    | 0     | 0     | 0           | 0           | 1     | 0     |
| Городея          | Итого            | Итого            | 1    | 0    | 0     | 0     | 0           | 0           | 1     | 0     |
| Всего за карьеру | Всего за карьеру | Всего за карьеру | 1    | 0    | 0     | 0     | 0           | 0           | 1     | 0     |